# Guamatelaceae
Classification APG III (2009)
Famille
Les Guamatelaceae sont une famille d'angiospermes dicotylédones appartenant à l'ordre des Crossosomatales. Cette famille comprend une seule espèce, Guamatela nutckheimii, répartie au Guatemala, au Honduras et au Mexique. 

## Étymologie
Le nom vient du genre type Guamatela qui est une anagramme de Guatemala, pays où la plante a été découverte. Le nom de ce pays est à son tour dérivé de mots en langue Nahuatl (langue aztèque) Coactlmoctllan, Cuauhtemallan ou Quauhtlemallan.

## Classification
Les Guamatelacées n'ont été acceptées que récemment par la classification phylogénétique APG III (2009). Dans d'autres systèmes de classification, le genre Guamatela avait été inclus dans les rosacées.

## Liste des genres et espèces
Selon NCBI (2 juin 2010), Angiosperm Phylogeny Website (2 juin 2010), GRIN (2 juin 2010) et DELTA Angio (2 juin 2010) :
- genre Guamatela Donn. Sm.
  - Guamatela tuerckheimii Donn. Sm.